# پنجمین خورشید
پنجمین خورشید مجموعه‌ای تلویزیونی به کارگردانی علیرضا افخمی و نویسندگی علیرضا افخمی و سجاد ابوالحسنی ساخته شده است. سریال پنجمین خورشید در سال ۱۳۸۸ ( تقریبا از ۲ اردیبهشت تا اواسط مرداد ) فیلمبرداری شده است. این مجموعه در ماه رمضان سال ۱۳۸۸ از شبکه سه بعد از افطار به میانگین زمان هر قسمت ۳۵ دقیقه در ۲۰ قسمت ساخته و پخش ‌شد.

## داستان مجموعه
داستان یک شاگرد مکانیک، محسن(حمید گودرزی) و رفیق صمیمی او همایون(شهرام قائدی) است که در سال ۱۳۶۴ و در وضعیت بد اقتصادی زندگی می‌کنند. آنها بر اثر حادثه‌ای کتیبه ای پیدا می‌کنند که قابلیت سفر در زمان را دارد و محسن همراه عتیقه ۲۴ سال در زمان سفر می‌کند و در سال ۱۳۸۸ در تهران امروز خود را می‌یابد. محسن که با پدیده‌های جدید و دور از ذهن مواجه می‌شود دلبسته دختری به نام هما(شبنم قلی خانی) می‌شود و اتفاقات دیگری برای او می‌افتد که مجبور به بازگشت به سال ۶۴ می‌شود و …

## بازیگران
- حمید گودرزی در نقش محسن
- شبنم قلی‌خانی در نقش هما
- شهرام قائدی در نقش همایون
- مریم کاویانی در نقش مریم
- مهوش صبر کن در نقش اکرم
- انوشیروان ارجمند در نقش انوش
- مهدی سلوکی در نقش محسن ملکی
- کامیار محبی در نقش حمید
- پندار اکبری در نقش غلامرضا
- طوفان مهردادیان در نقش منوچهر
- رضا آحادی در نقش فرزین
- مختار سائقی در نقش تراب
- عسگر قدس در نقش کمال
- فرحناز منافی ظاهر در نقش زهرا
- اسماعیل خلج
- رضا توکلی در نقش سرگرد جودت